# Sri Rajadhi Rajasinha
Sri Rajadhi Rajasinha de Kandy (mort le 12 août 1798)  est un membre de la  dynastie  Nayak de Madurai,  il succède à son frère, Kirti Sri Rajasinha comme roi de Kandy de 1780 à 1798 .